# Eleodes

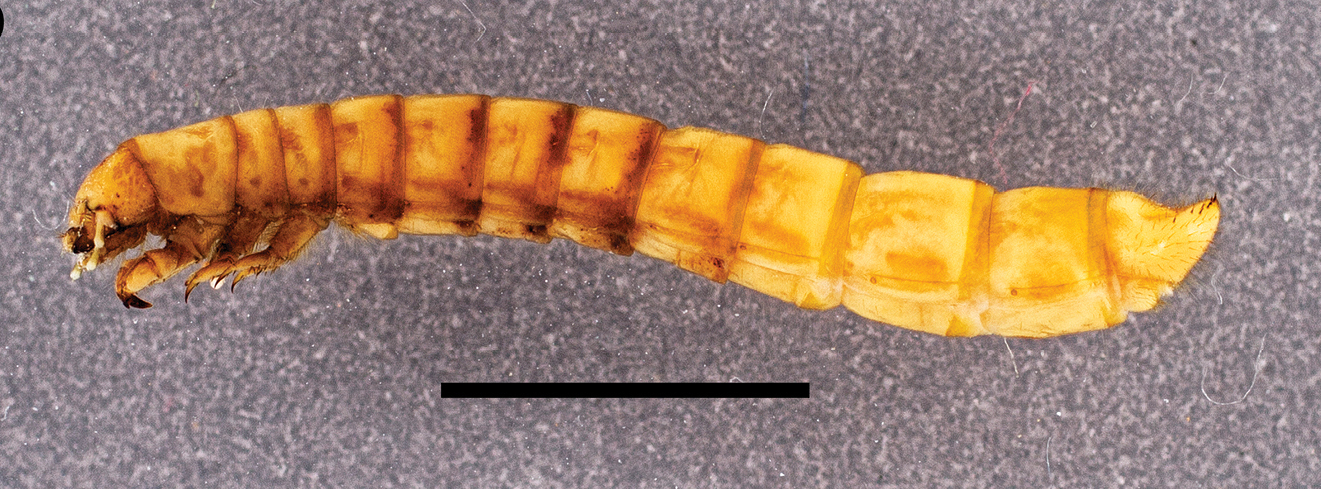
Eleodes (Eleodes) tribulus, larva

Eleodes es un género de coleópteros polífagos de la familia Tenebrionidae, comúnmente conocidos como pinacates. Las especies de este género se distribuyen por el norte de México, el suroeste de los Estados Unidos, hasta el suroeste de Canadá. Representan el conjunto más abundante de los tenebriónidos en Norteamérica, con más de 200 especies conocidas.
El término pinacate proviene del náhuatl pinacatl, que significa escarabajo negro. El desierto del Pinacate en Sonora, México, recibe su nombre debido a la presencia de estas especies en la región.

## Características
- Los adultos son de un color negro mate. Expiden un olor desagradable como respuesta de sistema de defensa pues, algunos insectos huyen cuando se les acerca o incluso, con presencia humana. Este aroma puede ser liberado mientras el insecto este vivo o muerto, el aroma en este último estado suele ser aún más potente y penetrante.
- Aparecen regularmente en grandes grupos de decenas de miles de insectos en épocas de lluvia y suelen desaparecer cuando estas épocas terminan.
- Solo salen al atardecer y se esconden en la oscuridad al amanecer.
- Son conocidos por su atracción hacia la luz intensa, en su mayoría la luz blanca. Se quedan inmóviles cerca de luces intensas toda la noche hasta que amanece y se esconden en agujeros oscuros o directamente mueren por los rayos del sol, al ser de un negro tan intenso que absorben los rayos y mueren.
- Pueden caminar y volar, aunque este último no es su fuerte ya que no tiene un gran control en el vuelo y para aterrizar impactan sin ninguna delicadeza sobre las superficies, produciendo un sonido como de cereal siendo aplastado.
- Cuando se encuentran con algún insecto muerto cerca de ellos, son propensos a intentar alimentarse de su cadáver, esto incluye a otros insectos de su misma especie, por lo que se les puede considerar como caníbales.

## Hábitat
Suelen encontrarse en lugares donde la humedad es abundante, por debajo de piedras, macetas, o al estar cultivando alguna planta se encuentran de 10-20 cm bajo tierra.[cita requerida]